# ولادیمیر سانوسیان
ولادیمیر سانوسیان (ارمنی: Վլադիմիր Սանոսյան زاده ۲۹ آوریل ۱۹۹۵) بازیکن فوتسال در پست مهاجم اهل ارمنستان است.

## باشگاهی
از باشگاه‌هایی که در آن بازی کرده‌است می‌توان به باشگاه فوتسال نوریلسک نیکل اشاره کرد.

## تیم ملی
وی همچنین در تیم ملی فوتسال ارمنستان بازی کرده‌است. 